# Repòs

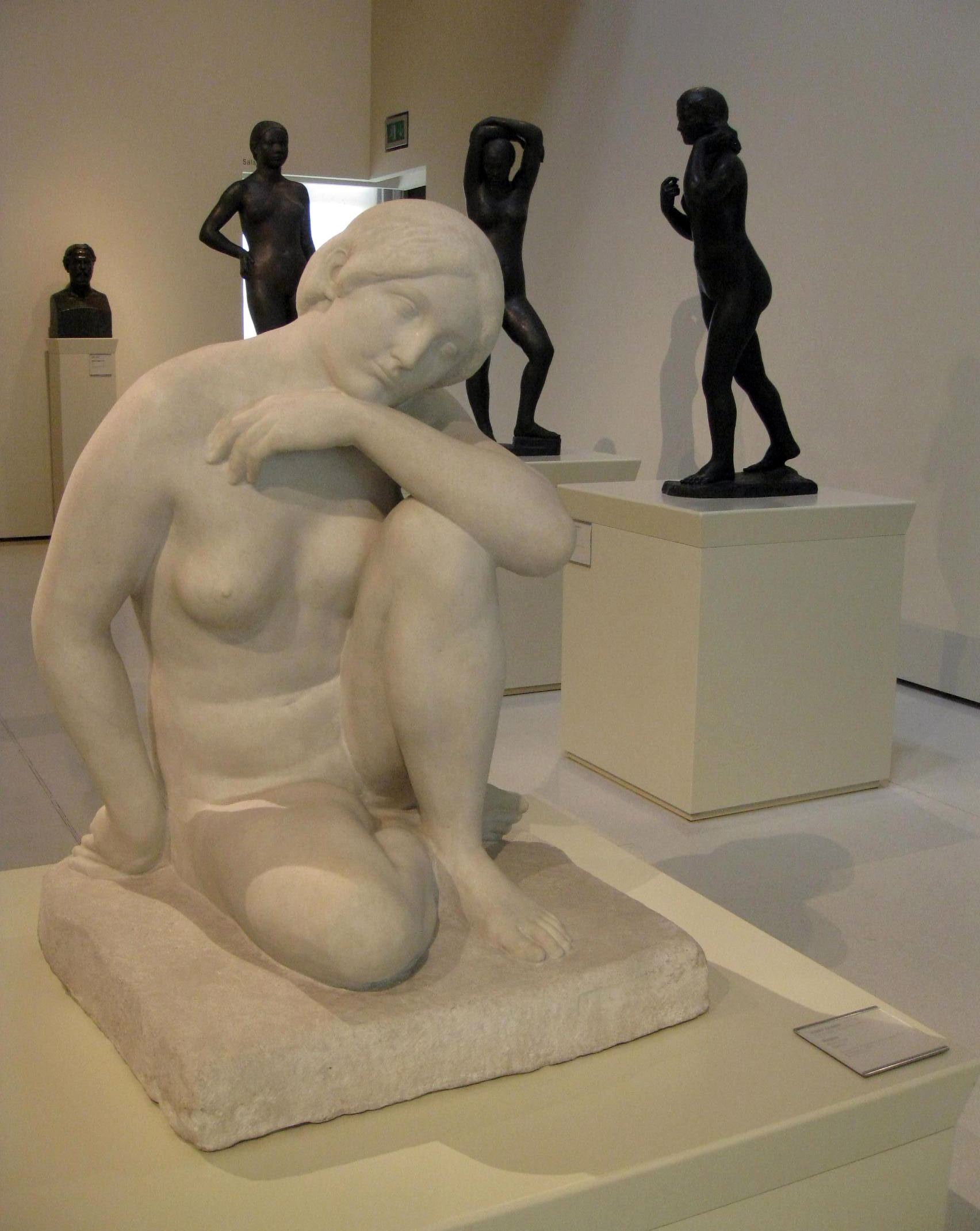
Repòs de Josep Clarà i Ayats

Repòs és una escultura tallada en marbre de 104,2 × 76,7 × 69,6 cm creada per Josep Clarà i Ayats a París l'any 1929, la qual es troba al Museu Nacional d'Art de Catalunya.

## Context històric i artístic
Modelada immediatament després de La deessa (MNAC/MAM 90087), l'escultura més coneguda de Clarà, Repòs és la versió definitiva d'una figura datada el 1909 i respon a la voluntat de l'artista de reinterpretar en el seu període de maduresa obres de la seua etapa de jovenesa, com va fer també en el cas de La deessa, però amb una depuració formal molt acusada i amb la intenció de reduir l'escultura a l'essencial. Tot i que Clarà vivia des del 1900 a París, ciutat on havia completat la seua formació artística i dut a terme una bona part de la seua carrera artística, va ésser a Barcelona, en el marc de l'Exposició Internacional celebrada en aquesta ciutat el 1929, on va assolir el punt culminant de la seua trajectòria professional, ja que l'escultor olotí va aconseguir la Medalla d'Honor per aquesta escultura.<
Fou adquirida a l'Exposició Internacional de Barcelona l'any 1929 i ingressà al MNAC el 1931.

## Descripció
Repòs exemplifica el cànon de bellesa ideal, profundament mediterrani, adoptat per Clarà entre el 1910 i el 1930, quan es va concentrar gairebé exclusivament en la representació de figures de deesses de formes potents i vigoroses, tractades com a veritables estructures arquitectòniques. El seu art, construït, elaborat i madur, havia evolucionat a la recerca de formes complexes tot accentuant els valors plàstics per damunt dels sentiments. Tot i això, Clarà va mantenir-se sempre fidel a la serenitat i l'harmonia heretades dels clàssics, que l'havien dut a ésser un dels líders indiscutibles del noucentisme.